# Берестовичанка
Берестовичанка (бел. Бераставічанка) — река в Белоруссии, протекает по территории Берестовицкого района Гродненской области, правый приток Свислочи. Длина реки — 16 км, площадь водосборного бассейна — 138 км², средний уклон реки 2,6 ‰.
Исток реки находится на юго-восточной окраине села Берестовичаны. Генеральное направление течения запад. Именованных притоков нет.
Крупнейший населённый пункт на реке — райцентр, посёлок Большая Берестовица, помимо него река протекает деревни Шелепки, Плюскаловцы, Иодичи, Поплавцы. В черте Большой Берестовицы на реке плотина и запруда. Впадает в Свислочь, по которой здесь проходит граница с Польшей, у деревни Голынка